# Pier Maria Pennacchi
Pier Maria Pennacchi (1464 - abans de 1515) va ser un pintor italià del Renaixement que va desenvolupar la seva obra principalment a Treviso. El seu més documentat treball és un fresc de Crist d'una capella a la catedral de Treviso.
A Venècia, el sostre de l'Església de Santa Maria dels Miracles és sovint atribuït a ell, com també ho són els frescos de l'Anunciació a San Francesco della Vigna i una Madonna ubicada a la sagristia de l'església de Santa Maria della Salute. Un dels seus alumnes va ser Girolamo da Treviso.